# Benjamin Hornigold
Benjamin Hornigold (meghalt 1719-ben) 18. századi angol kalóz és privatér. Tengeri rablóként pályafutása 1715-től 1718-ig tartott, ezután a Bahama-szigetek kormányzója által megbízott kalózvadász lett, és régi szövetségesei ellen fordult. 1719-ben a hurrikánszezon idején hajója zátonyra futott, Hornigold pedig valamennyi emberével együtt odaveszett.

## Élete

### Korai évek
Hornigold fiatalkoráról nem maradt fenn dokumentum, feltételezhető azonban, hogy az angliai Norfolkban született, és kezdetben olyan hajókon szolgálhatott, amelyek anyakikötője King’s Lynn vagy Great Yarmouth lehetett. Az első feljegyzések szerint 1713 – 1714 telén egy szlup és egy periagua (fa törzséből vájt csónak) segítségével kereskedőhajókat támadott meg New Providence sziget partjainál, és fővárosa, Nassau közelében. 1717-re már egy Ranger nevű, harminc ágyúval felszerelt szlup kapitánya volt, ami valószínűleg a környék legjobban felfegyverzett hajója lehetett. Ez lehetőséget adott neki, hogy kedve szerint, szabadon elfoglalhasson más vitorlásokat.
Hornigold parancsnokhelyettese Edward Teach volt, aki később Feketeszakáll néven vált hírhedt kalózzá. Amikor Hornigold megszerezte a Rangert, átengedte régi szlupját Teach-nek. 1717 tavaszán a két kapitány három kereskedőhajót is elfoglalt, egy Havannába tartó vitorlást 120 hordó liszttel a fedélzetén, egy szeszes italt szállító bermudai szlupot, és végül egy Madeirából érkező portugál hajót, ami fehérbort vitt.
1717 márciusában Hornigold megtámadott egy felfegyverzett kereskedőhajót, amit Dél-Karolina kormányzója küldött a Bahamákra, hogy visszaszorítsa a kalózkodást. A vitorlás megmenekült azáltal, hogy legénysége zátonyra futtatta Cat Cay-nél. Kapitánya később arról számolt be, hogy Hornigold flottája öt vitorlásra bővült és rajtuk összesen 350 főnyi legénység szolgál.
Egy feljegyzés szerint Honduras partjainál a kalózok megtámadtak egy szlupot. Az esetet egy utas később így foglalta össze: „semmi egyebet nem tettek velünk, csak valamennyi kalapot elvettek tőlünk, az előző este berúgtak, mint mondták, és sajátjaikat kidobálták a hajóból.”

### Bukása és kegyelem
Hornigold mindig ügyelt arra, hogy ne foglaljon el brit hajókat. Ezzel kétségtelenül azt a látszatot akarta fenntartani, hogy az angolok oldalán harcoló privatérként kizárólag Britannia ellenségeit támadja meg. Ez a felfogás nem tetszett hadnagyainak, ezért 1717 novemberében a legénység szavazást tartott, hogy megtámadhassák bármelyik hajót. Hornigold ellenezte az ötletet, ezért leváltották. Ebben az időben Teach Hornigold második szlupjának volt kapitánya, és elképzelhető, hogy csak később, amikor a két vitorlás találkozott, tudta meg, hogy lázadás történt. Legvalószínűbb, hogy a két kapitány útjai szétváltak, Teach a Karib-térségben maradt, Hornigold pedig visszatért New Providence szigetére. Nassauból egészen 1717 decemberéig indított portyákat, amikor megtudta, hogy a király általános kegyelmet ajánl föl minden kalóznak. Hornigold 1718 januárjában Jamaicára hajózott, és ott a kormányzótól kegyelmet kapott. Később, Bahama kormányzója, Woodes Rogers megbízásából kalózvadász lett.

### Kalózvadászként
Rogers királyi kegyelmet adott Hornigoldnak, de megbízta, hogy kerítse kézre a többi kalózt, beleértve korábbi hadnagyát, Teach-et is. A következő 18 hónapot Hornigold Stede Bonnet, Charles Vane és Calico Jack felkutatásával töltötte. Bár őket nem kapta el, tíz kalózt sikerült elfognia.

### Halála
1719 végén hajója hurrikánba keveredett New Providence és Mexikó között és megfeneklett. A balesetről Charles Johnson A legnevezetesebb kalózok rablásainak és gyilkosságainak históriája (eredeti cím: A General Historie of the Robberies and Murders of the Most Notorious Pyrates) című munkájában így ír: „Hornigold kapitány, egy másik híres kalóz, sziklákon, messze a szárazföldtől hajótörést szenvedett és eltűnt, de emberei közül ötnek sikerült egy kenuban megmenekülnie.” A szerencsétlenség pontos helye a mai napig ismeretlen.

## Fordítás
Ez a szócikk részben vagy egészben  a   Benjamin Hornigold című angol Wikipédia-szócikk ezen változatának fordításán alapul.  Az eredeti cikk szerkesztőit annak laptörténete sorolja fel. Ez a jelzés csupán a megfogalmazás eredetét és a szerzői jogokat jelzi, nem szolgál a cikkben szereplő információk forrásmegjelöléseként.